# Virología
La virología es la disciplina que se encarga del estudio de los virus y otros agentes genómicos de menor complejidad como los viroides, satélites y virusoides también llamados agentes subvirales. También se incluye el estudio de los priones los cuales son agentes proteicos que surgen de la mal plegación de proteínas celulares. Esta disciplina de la biología se centra en los siguientes aspectos: estructura, clasificación y evolución, mecanismos de infección y explotación de la célula hospedera con fines reproductivos, interacción con la fisiología del organismo infectado e inmunidad, enfermedades causadas, técnicas de aislamiento y cultivo, terapia génica, y utilización en investigación y desarrollo. La virología es considerada un subcampo de la microbiología y la medicina.
Su investigación incluye:
- La replicación viral
- Los patógenos virales
- La inmunología viral
- Las vacunas virales
- Los métodos de diagnósticos de virus
- La quimioterapia antiviral
- Las medidas de control de una infección viral
- Los diferentes signos clínicos que manifiestan la presencia de un virus
- El origen de los elementos virales endógenos

## Historia de la virología

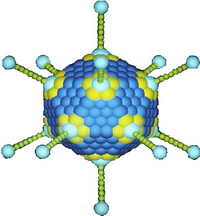
Adenovirus

El término virus apareció en 1599. Su significado original es "Veneno".
Una de las primeras formas de vacunación contra la viruela fue desarrollada hace varios milenios en China. Consistió en la aplicación de residuos de viruela (tejidos o fluidos) de pacientes enfermos, con el objeto de inmunizar pacientes sanos. En 1717, Mary Wortley Montagu observó dicha práctica en Estambul, e intentó popularizarla en Gran Bretaña, de manera infructuosa. En 1796, Edward Jenner desarrolló un método más seguro, utilizando residuos de viruela de origen bovino (cowpox), logrando la inmunización exitosa del primer paciente, permitiendo la adopción generalizada de dicha práctica. Posteriormente se desarrollaron otras vacunas exitosas contra otras enfermedades virales, incluyendo la vacuna de la rabia de Louis Pasteur, obtenida en 1885. Sin embargo, en esa época, la naturaleza de los virus era aún desconocida.
En 1892 Dmitri Ivanovski demostró que la enfermedad del mosaico del tabaco, era causada por un agente "invisible" altamente contagioso, capaz de pasar a través de un filtro de porcelana que las bacterias no pueden atravesar. En 1898 Martinus Beijerinck repitió el trabajo de Ivanovski. Adicionalmente, logró la transferencia de dicho "agente filtrable" de una planta a otra. Sus experimentos le permitieron concluir que dicho agente contagioso era capaz de replicarse en el nuevo hospedero, significando que no se trataba simplemente de una toxina, y lo llamó  contagium vivum fluidum. La cuestión de si el agente era un "fluido viviente " o una partícula aún no había sido resuelta.
En 1903 se propuso por primera vez que la transducción mediada por virus podría causar cáncer. En 1908 Bang y Ellerman demostraron que un filtrado de origen viral podía transmitir la leucemia aviar; observaciones que fueron ignoradas hasta el momento en que la leucemia se consideró como un estado canceroso. En 1911 Peyton Rous demostró la transmisión de la leucemia aviar, un tumor sólido, mediada por un virus, y gracias a ello fue denominado como el "padre de virología tumoral". El virus fue denominado virus del sarcoma de Rous, y fue clasificado como un retrovirus. Desde entonces, numerosos retrovirus cancerígenos han sido descritos.
La existencia virus con la capacidad de infectar bacterias (bacteriófagos) fue descrita por Frederick Twort en 1911, y por Félix d'Herelle en 1917. Debido a que las bacterias pueden reproducirse fácilmente en cultivo in vitro, este hecho condujo a un crecimiento importante de la virología.
La causa de la pandemia de influenza española en 1918 fue reconocida solamente al final de 1918, cuando científicos franceses demostraron que un "virus capaz de atravesar filtros clásicos de retención de ciertos microorganismos patógenos podía transmitir la enfermedad a humanos y animales, cumpliendo con los postulados de Koch".
En 1926 se demostró que la fiebre escarlata era causada por una bacteria hospedera de un bacteriófago.
Mientras que los virus vegetales y los bacteriófagos pueden cultivarse in vitro de manera relativamente simple, los virus animales normalmente requieren un hospedero animal viviente, haciendo mucho más complejo el estudio de sus características biológicas e infecciosas. En 1931 se demostró que el virus de la influenza podía multiplicarse en huevos aviares, un método que todavía es utilizado para la producción de ciertas vacunas. En 1937, Max Theiler obtuvo un cultivo del virus de la fiebre amarilla en huevos aviares, y produjo una vacuna a partir de una cepa atenuada del virus; esta vacuna salvó millones de vidas y aún es utilizada actualmente.
Max Delbrück, especialista de bacteriófagos, describió su ciclo de vida (1937) como sigue: la partícula viral es ensamblada a partir de las estructuras que la componen en una sola etapa; finalmente, deja la célula anfitriona para infectar otras células. El experimento de Hershey –Chase en 1952 demostró que solo el ADN y no las proteínas, entra a la célula bacteriana luego de una infección con el bacteriófago T2. La transducción de bacterias por bacteriófagos fue descrita el mismo año.
En 1942 Florencio Perez Gallardo en su investigación sobre el tifus exantemático, descubre la Cepa E, cepa de la Rickettsia prowazekii que inocula en animales y embriones y de la cual es posible obtener una vacuna viva atenuada.
En 1949 John F. Enders, Thomas Weller y Frederick Robbins reportaron la multiplicación del poliovirus en un cultivo de células embrionarias humanas, siendo el primer ejemplo significativo de un virus animal obtenido fuera de un hospedero viviente o de huevos aviares. Este trabajo permitió a Jonas Salk la producción de una vacuna contra la polio utilizando el virus atenuado. Esta vacuna demostró su efectividad en 1955.
El primer virus que fue cristalizado y cuya estructura fue dilucidada en detalle fue el virus del mosaico del tabaco (TMV), virus que había sido estudiado previamente por Ivanovski y Beijerink. En 1935, Wendell Stanley obtuvo su cristalización por microscopía electrónica, demostrando a su vez que el virus permanece activo incluso después de la cristalización. Imágenes obtenidas por difracción de rayos X del virus fueron obtenidas por Bernal y Fankuchen en 1941. Basado en dichas imágenes, Rosalind Franklin propuso la estructura completa del virus del mosaico del tabaco en 1955. El mismo año, Heinz Fraenkel-Conrat y Robley Williams demostraron que el ARN purificado del TMV y la proteína de la cápside (coat) podían autoensamblarse en un virión funcional, sugiriendo que este mecanismo de ensamblaje es utilizado también dentro de la célula hospedera, como Delbrück había propuesto anteriormente.
En 1963, el virus de la Hepatitis B fue descubierto por Baruch Blumberg, quien desarrolló una vacuna contra la hepatitis B.
En 1965, Howard Temin describió el primer retrovirus: un virus cuyo genoma de ARN es transcrito a ADN complementario (cDNA), integrándose al genoma del hospedero y expresando sus componentes a partir del mismo. La transcriptasa inversa viral, la cual junto con la integrasa viral son una característica distintiva de los retrovirus, fueron descritas independientemente en 1970, por Howard Temin y David Baltimore. El primer retrovirus infeccioso para los humanos fue identificado por Robert Gallo en 1974. Posteriormente se determinó que la primera transcriptasa inversa descrita no es específica a los retrovirus, ya que los retrotransposones que codifican dicha enzima son abundantes en los genomas de todos los eukaryotes. Aproximadamente 10-40 % del genoma humano deriva de tales entidades.
En 1975 fue descrito el funcionamiento de los oncovirus. Hasta ese momento se creía que estos virus portaban ciertos genes llamados oncogenes los cuales, al insertarse al genoma del hospedero, podían causar un cáncer. Michael Bichop y Harold Varmus demostraron que el oncogén del virus del sarcoma de Rous no es específico de dicho virus, sino que está presente en el genoma de animales sanos de varias especies. El oncovirus puede cambiar el oncogén benigno preexistente, convirtiéndolo en un oncogén cancerígeno.
En 1976 se registró la primera epidemia de Ébola, enfermedad producida por un virus altamente letal y fácilmente transmisible.
En 1977, Frederick Sanger secuenció por primera vez el genoma completo de un organismo, el bacteriófago Phi X 174. El mismo año, Richard Roberts y Phillip Sharp mostraron en trabajos independientes que los genes del adenovirus contienen intrones y por tanto, deben utilizar un mecanismo de recombinación genética (o gene splicing). Más tarde fue demostrado que casi todos los genes de los organismos eucariotas poseen intrones.
En 1979, una campaña mundial por la erradicación de la viruela dirigida por la Organización Mundial de la Salud de ONU permitió su erradicación completa.
En 1982, Stanley Prusiner descubrió los priones y mostró que dichas entidades eran la causa de la encefalopatía espongiforme transmisibles (EET) que afecta cabras y ovejas.
Los primeros casos de sida fueron reportados en 1981, y el VIH, retrovirus responsable de la enfermedad, fue identificado en 1983 por Luc Montagnier, Françoise Barré-Sinoussi y Robert Gallo. A partir de entonces, diferentes test para detectar la presencia de anticuerpos contra VIH fueron desarrollados. Paralelamente, importantes esfuerzos de investigación en torno al VIH lo convirtieron en el virus mejor estudiado. El virus del herpes humano 8, causante del sarcoma de Kaposi, el cual se desarrolla a menudo en enfermos de sida, fue identificado en 1994. Diferentes medicamentos antiretrovirales fueron desarrollados a final de los años 90s, disminuyendo de manera sustancial la mortalidad debida al sida en los países desarrollados.
El virus de la hepatitis C fue identificado utilizando técnicas moleculares de clonación en 1987, que sirvieron de base para la elaboración de test de detección que redujeron de manera importante la incidencia de transmisión de la hepatitis durante la transfusión sanguínea.
Los trabajos iniciales en terapia genética utilizando vectores virales se realizaron al inicio de los años 80s, cuando se diseñaron retrovirus capaces de insertar un gen de origen distinto al genoma del hospedero. Dichos virus portadores del gen externo no poseen un genoma viral completo, siendo incapaces de reproducirse. En 1989 se realizaron los primeros estudios utilizando el modelo murino, que fueron seguidos por estudios realizados en humanos. Dichos estudios fueron realizados en pacientes con la enfermedad genética inmunodeficiencia severa combinada (SCID), aunque el éxito de los ensayos clínicos fue limitado. Entre 1990 y 1995 la terapia génica fue aplicada en varias enfermedades, utilizando diferentes vectores virales, aunque los objetivos iniciales no fueron completamente alcanzados. En 1999, un accidente grave ocurrió cuándo Jesse Gelsinger, un paciente de 18 años, murió durante un ensayo clínico de terapia génica, debido a que desarrollo una respuesta inmune severa después de haber recibido un vector adenovirus. Un tratamiento exitoso de terapia génica en dos casos de SCID asociada al cromosoma X fueron reportados en 2000.
En 2002 se publicaron trabajos en los cuales se generó un poliovirus completamente sintetizado in vitro, que se convirtió en el primer organismo generado de esta forma. Al menos dos años fueron necesarios para obtener el genoma de 7741 bases, a partir de la secuencia de ARN (publicada previamente) del virus. En 2003, un método más rápido fue utilizado para ensamblar el genoma de 5386 bases del bacteriófago Phi X 174 en tan solo 2 semanas.
El mimivirus gigante, que se considera por algunos como un intermediario entre los procariotas más pequeños y los virus ordinarios, fue descrito en 2003 y secuenciado en 2004.
La cepa del subtipo H1N1 del virus de influenza, que causó la muerte de 50 millones de personas durante la pandemia de gripe española de 1918 fue reconstituida en 2005. Fragmentos del genoma fueron recuperados a partir de tejidos preservados de víctimas de la gripe, y luego de su ensamblaje, un virus viable fue sintetizado a partir de esa secuencia. La pandemia de gripe de 2009 fue generada por otra cepa de Influenza A H1N1, conocida como "gripe porcina".
En 1985, Harald zur Hausen demostró que dos cepas del virus del papiloma humano (HPV papilomavirus) eran la causa del cáncer de cuello de útero. Los virus denominados oncovirus, contribuyen al desarrollo de ciertas formas de cáncer. Casi todos los casos de cáncer cervical han sido causados por el HPV que se contagia por transmisión sexual. Otro ejemplo es la asociación entre la infección del virus de la hepatitis B o C y el cáncer de hígado.
Entre 2006 y 2007 se determinó que al introducir ciertos genes de un factor de transcripción específico en células epidérmicas normales murinas o humanas, era posible transformarlas en células pluripotentes o stem cells. La técnica empleada utiliza retrovirus modificados para transformar las células; esto representa un problema para utilizarla en terapia génica debido a que estos virus integran su genoma en una posición aleatoria en el genoma del hospedero, lo cual puede interrumpir la secuencia de otros genes y potencialmente, causar un cáncer.
En 2008, el Virófago Sputnik fue descrito como una entidad que utiliza la maquinaria de un virus helper para reproducirse, siendo capaz de inhibir la reproducción de dicho virus helper. Sputnik se reproduce en una ameba infectada por un mamavirus, un pariente cercano del mimivirus mencionado anteriormente, conocido como el virus de mayor tamaño descrito hasta el momento.
Un retrovirus endógeno (ERV, de su nombre en inglés) es un virus cuyo genoma ha sido incorporado definitivamente al genoma de las células germinales de un organismo, lo que le permite generar nuevas partículas virales luego de cada reproducción de dicho organismo. Se ha estimado que aproximadamente el 9 por ciento del genoma humano ha sido originado a partir de ERVs. En 2015 se demostró que ciertas proteínas de un ERV se expresan activamente en embriones humanos 36 horas después de la fecundación, y que parecen jugar una función en el desarrollo embrionario, así que en la protección de los embriones contra una potencial infección debido a otros virus.

## Cultivo de virusin vitro
En el año de 1954 se otorgó un premio Nobel a Thomas Huckle, el cual en 1949 realizó el descubrimiento de la capacidad de reproducirse in vitro del virus de la poliomielitis, asociado a cultivos celulares, lo cual constituyó un extraordinario avance, permitiendo cultivar el virus en laboratorio en grandes cantidades, permitiendo el desarrollo de la vacuna de la poliomielitis, así como el aislamiento de muchos otros virus y el desarrollo de otras vacunas como la del sarampión, la rubéola, la parotiditis, así como la mejora de otras, como la de la rabia. De esta manera, Thomas Weller se convirtió en uno de los primeros investigadores en aislar virus como el de la varicela-zóster, el citomegalovirus y la rubéola, este último de su propio hijo, Robert. La virología también es una rama taxonómica de la biología para estudiar los virus y todos sus componentes.

## Infecciones virales y defensas del hospedero
Una motivación principal en el estudio de virus es el hecho de que son agentes causales de varias enfermedades contagiosas importantes (véase también infección viral), entre ellas el resfriado común, la influenza, la rabia, el sarampión, diferentes formas de diarrea, hepatitis, dengue, fiebre amarilla, polio, viruela y sida. Herpes simplex causa llagas y el herpes genital se ha estudiado como un agente causal del Alzheimer.
Algunas partículas subvirales también son agentes causales de enfermedad: un prion es reconocido como el agente causal de las encefalopatías espongiformess, las cuales incluyen Kuru, Creutzfeldt@–Jakob enfermedad y bla encefalopatia espongiforme bovina ("enfermedad de la vaca loca"), mientras que la hepatitis D se debe a un virus satélite.
El estudio de la manera en que los virus causan enfermedad se denomina patogénesis viral. El grado en el cual un virus causa enfermedad es su virulencia (o grado de patogenicidad).
Cuándo el sistema inmunitario de un vertebrado encuentra un virus puede producir anticuerpos específicos que pueden adherirse al virus y neutralizar su infectividad, o marcarlo para indicar su destrucción. La presencia de anticuerpos en el suero sanguíneo es a menudo utilizada para determinar si una persona ha sido expuesta previamente a un virus determinado, gracias a pruebas de laboratorio como el test ELISA. La vacunación protege contra las enfermedades virales estimulando la producción de anticuerpos. Los anticuerpos monoclonales, específicos a un virus determinado, también son utilizados para su detección, con técnicas como la microscopía de fluorescencia.
Una segunda defensa de los vertebrados contra los virus es la inmunidad mediada por los linfocitos T, o inmunidad celular. En dicha respuesta, cuando un linfocito T reconoce una proteína potencialmente viral en la superficie de una o varias células del organismo, dicha célula o grupo de células son destruidas, mientras que la población de linfocitos T aumenta. Este mecanismo también es inducido por ciertos tipos de vacunas.
La interferencia por ARN (ARN interferente) es un mecanismo celular presente en plantas, animales y muchos otros eukaryotes, que podría haber evolucionado como un sistema de defensa contra ciertos virus. Está constituido por un conjunto de enzimas capaces de detectar las cadenas virales de ARN de doble cadena (que forman parte del ciclo de vida de ciertos tipos de virus), para luego eliminar las versiones correspondientes de ARN de cadena sencilla unidas a dichos ARN dobles, impidiendo la traducción del ARN viral.
Cada enfermedad viral mortal presenta una paradoja: La muerte del hospedero no presenta beneficio alguno para el virus, entonces, por qué algunas especies habrían evolucionado de esta manera? Actualmente, se cree que la mayoría de virus son relativamente benignos en sus hospederos naturales; de hecho, algunas infecciones virales podrían ser beneficiosas para el hospedero. Por tanto, la letalidad de una enfermedad viral sería el resultado de un "salto" accidental del virus de una especie en qué es benigno a un nuevo hospedero, que no está adaptado a su presencia (ve zoonosis). Por ejemplo, el virus que causa la influenza en los humanos, estaría asociado inicialmente a los porcinos y las aves como sus hospederos naturales. Igualmente, el VIH que produce el sida, es considerado como un virus derivado de una forma benigna presente en los primates no-humanos.
Aunque ha sido posible prevenir ciertas enfermedades virales gracias a la vacunación, el desarrollo de fármacos antivirales para tratar las enfermedades virales es un desarrollo reciente. El primer fármaco de este tipo fue un interferón, sustancia que es producida naturalmente como respuesta del organismo a una infección dada, capaz de estimular otros componentes del sistema inmunitario.

## Biología molecular y Terapia Viral
Ciertos bacteriófagos, pueden transportar el material genético de una bacteria a otra, en un proceso conocido como transducción. Esta transferencia horizontal de genes ha permitido su utilización como una herramienta de la biología molecular. El código genético, la función de las ribozimas, el primer ADN recombinante y las bibliotecas de genes fueron desarrollados gracias a los bacteriófagos. Diferentes elementos genéticos derivados de dichos virus, como ciertos promotores altamente eficaces, son utilizados masivamente en la biología molecular de última generación.
La producción in vitrode virus patógenos de eucariotas en ausencia del organismo hospedero es mucho más compleja. Inicialmente fueron utilizados huevos fertilizados de aves de corral. Actualmente, los cultivos celularesson la principal herramienta utilizada en el cultivo de virus en condiciones controladas de laboratorio.
Ciertos tipos de virus de organismos eucarióticos deben introducir su material genético al núcleo de las células hospederas para que su reproducción sea posible. Dicha condición ha favorecido su utilización como vectores capaces de introducir ciertos genes de interés en células hospederas específicas, proceso conocido como transformación celular. Diferentes retrovirus modificados (de baja o ninguna virulencia) son utilizados con frecuencia con este propósito.
La utilización de los virus como vectores de genes de interés es el objeto de estudio de la terapia génica, que busca combatir ciertas enfermedades genéticas. Sin embargo, una de las barreras naturales para la utilización dichos tratamientos, es la posible respuesta del sistema inmunitario del paciente contra los virus vectores.
Otra forma de terapia actualmente en estudio es el uso de bacteriofagos para combatir enfermedades bacterianas, como alternativa al uso de antibióticos (véase también https://web.archive.org/web/20180105011849/http://revista.cnic.edu.cu/revistaCB/articulos/tratamiento-con-bacteri%C3%B3fagos-como-una-alternativa-antimicrobiana-potencial.
Los virus con actividad oncolítica son virus que infectan de preferencia ciertas células de cancerosas. La investigación en su aplicación como terapia contra el cáncer se encuentra aun de desarrollo.

## Clasificación de los virus por los efectos causados sobre el organismo hospedero

### Virus causantes de infecciones en el tracto respiratorio
La fisiopatología de la enfermedad viral está asociada con la respuesta a la infección, incluyendo la respuesta inmune específica y liberación de mediadores inflamatorios. Las infecciones por rinovirus y coronavirus se limitan en gran medida al tracto respiratorio superior, mientras que el virus de la Influenza, Parainfluenza, VSR, el SARS-CoV, así como los adenovirus, infectan de preferencia las vías respiratorias inferiores.

#### Gripe
La gripe es una enfermedad infecciosa de mamíferos causada por un tipo de virus de ARN de la familia de los Orthomyxoviridae, en los seres humanos afecta a las vías respiratorias. Inicialmente puede ser similar a un resfriado y con frecuencia se acompaña de síntomas generales como dolor de garganta, debilidad, dolores musculares (mialgias), dolor estomacal, articulares (artralgias) y de cabeza (cefalea), con tos (que generalmente es seca y sin mucosidad), malestar general y algunos signos como pueda ser la fiebre. En algunos casos más graves puede complicarse a una pulmonía (neumonía) que puede resultar mortal, especialmente en niños pequeños y adultos mayores. Aunque se puede confundir con el resfriado común (catarro), la gripe es una enfermedad más grave y es causada por un tipo diferente de virus. También puede provocar, a menudo en niños, náuseas y vómitos, que al ser síntomas de la gastroenteritis hacen que se denomine gripe estomacal o abdominal.

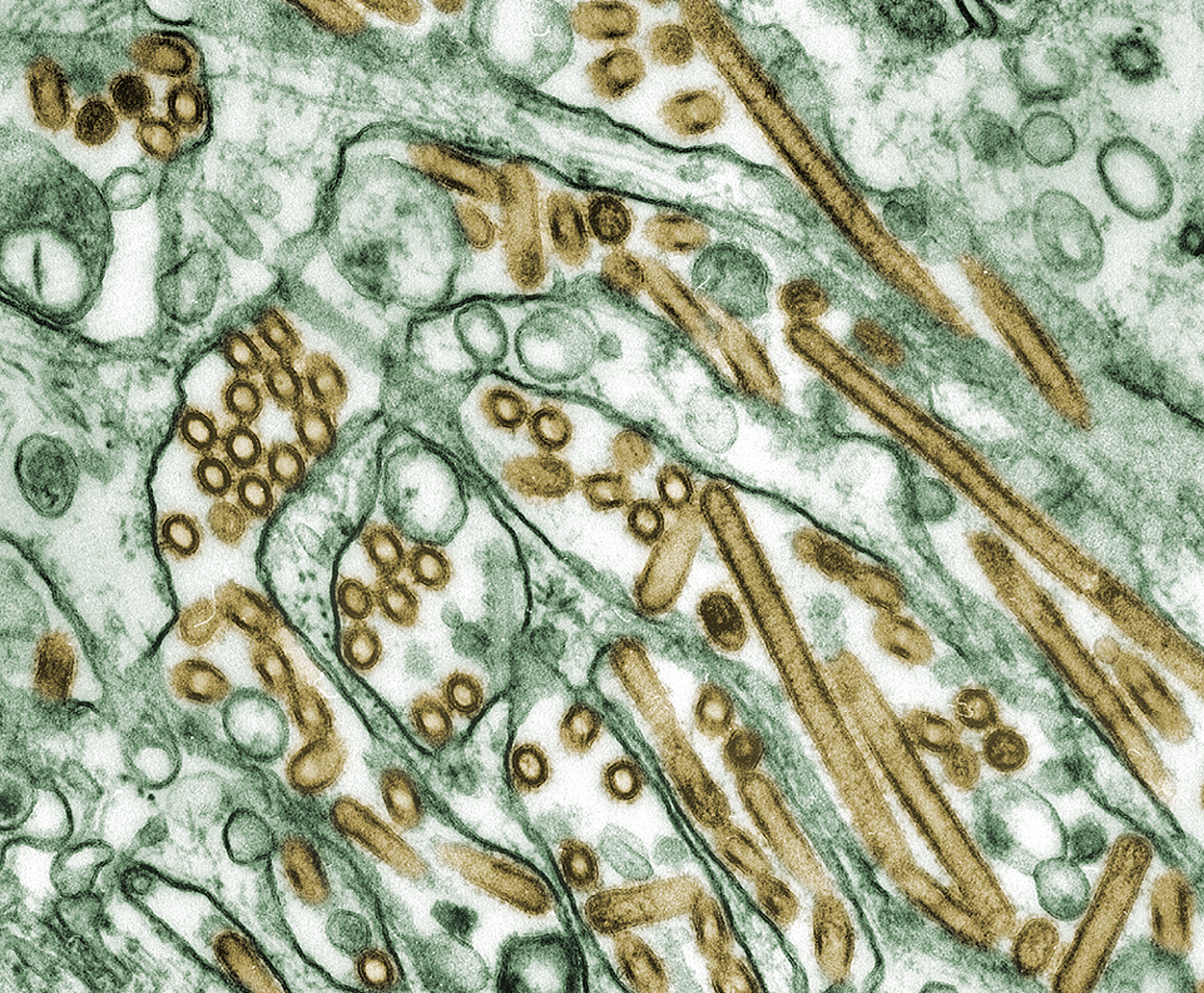
Orthomyxoviridae, H5N1.

El virus de la gripe es un virus ARN de la familia de los Orthomyxoviridae, que comprende cinco géneros:
- Influenzavirus A
- Influenzavirus B
- Influenzavirus C
- Isavirus
- Thogotovirus

Solo los tres primeros (influenzavirus) son causantes de gripe. La nomenclatura general de los virus de la gripe como tipos A, B o C se basa en características antigénicas de la nucleoproteína (NP) y los antígenos proteínicos de la matriz (M) para cada género. Cada género a su vez, se subtipifica y las cepas o subtipos se designan siguiendo este criterio:
- Tipo del virus gripal
- Lugar de origen
- Número de cepa
- Año de aislamiento
- Subtipo según estructura H/N (Por ejemplo: «A/Hong Kong/5/68 (H3N2)»)

#### Paperas
Es una enfermedad viral poliglandular, común en la infancia, pero no exenta de presentarse en la edad adulta, en cuyo caso se caracteriza por producir inflamación de las glándulas parótidas (principalmente, aunque afecta otras glándulas del cuerpo). Antes de la introducción de la vacunación universal, la parotiditis era una enfermedad que una vez fue endémica en todo el mundo, afectaba a la mayoría de los niños entre 2 y 15 años de vida, con aproximadamente un 90 % de adultos jóvenes con una serología positiva. Desde la introducción de la vacuna, la incidencia disminuyó bruscamente con solo ocasionales brotes de la enfermedad en Latinoamérica. Actualmente su incidencia aumenta a finales del invierno y durante la primavera en climas templados, en particular entre instituciones de acogida colectiva de niños, como las guarderías. Con un periodo de incubación de 14-21 días, siendo más contagiosa unos 4 días antes de la inflamación visible de las parótidas. Se transmite por contacto con gotitas de saliva en el aire procedentes de un individuo infectado y, en menor medida, la infección puede propagarse a través de la orina.
La vacunación ha eliminado prácticamente las formas de la infancia y, paradójicamente, ha aumentado el número de casos en adultos jóvenes que a menudo reciben la vacunación de manera incompleta (sin la dosis de recuerdo), pero a veces por administración incorrecta.

#### Sarampión
La transmisión del virus del sarampión ocurre por contacto directo o por expectoraciones infectadas provenientes de una persona enferma, quien permanece infecciosa tres a cinco días antes de la aparición de las erupciones hasta cuatro días después. El virus penetra en las células epiteliales de la mucosa de las vías respiratorias altas, como la orofaringe o, con menos frecuencia en la conjuntiva de los ojos. El virus llega al tejido linfoide y reticuloendotelial local en menos de 48 horas: amígdalas, adenoides, timo, bazo, etc., y al resto de las vías respiratorias altas, donde se reproduce originando una viremia inicial asintomática durante los primeros 4 días del contagio. Dicha viremia es por lo general acompañada de una breve aparición del virus en la sangre. Después de unos 5-7 días hay una segunda viremia, con la consiguiente infección de la piel y de las vías respiratorias. Al décimo día del contagio se inicia la respuesta inmune del hospedero y la producción del interferón, que disminuyen progresivamente la viremia, y aparece la erupción con el exantema característico y otros síntomas como tos y bronquitis aguda que definen el período exantemático de la enfermedad.
A través de la invasión del virus en los linfocitos T y un aumento de los niveles de sustancias mensajeras como las citoquinas, en particular, interleucina-4, se instala una debilidad inmune temporal del cuerpo. Durante esa fase, de aproximadamente cuatro a seis semanas, pueden aparecer infecciones secundarias.
El organismo se defiende sobre todo con una inmunidad de tipo celular: los linfocitos T citotóxicos y las células asesinas naturales. Los pacientes con inmunidad reducida, sobre la base de un debilitamiento de esta parte del sistema inmune, tienen un alto riesgo de infección por sarampión grave. Sin embargo, se ha demostrado que un sistema inmune debilitado, que abarca el área del sistema inmune humoral y no el celular, no conduce a un mayor riesgo de enfermedad. Con el inicio de las erupciones, aparecen anticuerpos, primero de la clase IgM y posteriormente de la clase IgG.

#### Bronquitis
La bronquitis es una inflamación de las vías aéreas bajas. Sucede cuando los bronquios, situados entre los pulmones, se inflaman a causa de una infección o por otros motivos.
La bronquitis generalmente sigue a una infección respiratoria. Al principio, afecta la nariz y la garganta y luego se propaga hacia los pulmones. Algunas veces, uno puede contraer otra infección bacteriana (secundaria) en las vías respiratorias. Esto significa que, además de los virus, las bacterias infectan las vías respiratorias.
Las personas en riesgo de bronquitis aguda abarcan:
- Ancianos, bebés y niños pequeños.
- Personas con cardiopatía o neumopatía.
- Fumadores.

La bronquitis crónica es una afección prolongada. Las personas tienen tos que produce moco excesivo. Para hacer el diagnóstico de bronquitis crónica, el paciente debe presentar una tos con moco la mayoría de los días del mes durante por lo menos 3 meses.
Los síntomas incluyen:
- Tos con mucosidad, a veces sanguinolenta. Puede tener el moco una coloración verde amarillenta, pero esto no implica que la infección sea bacteriana, también aparece igual en infección viral
- Inflamación de los bronquios (ramificaciones de las vías aéreas entre la tráquea y los pulmones)
- Inflamación (edema) de las paredes bronquiales
- Obstrucción de los alveolos
- Pitidos o sibilancias
- Fatiga
- Burbujeo (referido al efecto sonoro que se aprecia cuando se ausculta al paciente con un estetoscopio)
- Dificultad respiratoria
- Ronquera
- Malestar general

En la bronquitis crónica, también pueden presentarse los siguientes síntomas:
- Inflamación de tobillos, pies y piernas
- Coloración azulada de los labios provocado por los bajos niveles de oxígeno en sangre
- Propensión a sufrir infecciones respiratorias —como resfriados y gripe—

#### Rinosinusitis
La rinosinusitis viral normalmente dura 7 a 10 días, mientras que la sinusitis bacteriana es más persistente. Entre aproximadamente 0,5 % y 2 % de las sinusitis virales progresan a sinusitis bacteriana. Una hipótesis postula que la infección bacteriana comienza al sonarse continuamente la nariz.
Si la infección es de origen bacteriano, los tres agentes causales más comunes son el Streptococcus pneumoniae, Haemophilus influenzae y Moraxella catarrhalis. En el pasado, el Haemophilus influenzae era el agente bacteriano más frecuente causante de infecciones de los senos paranasales. Sin embargo, desde la introducción de la vacuna contra Hib ha habido una disminución drástica en infecciones causadas por H. influenza tipo B y ahora se ven con más frecuencia las cepas no-tipables de la bacteria. Otras bacterias patógenas incluyen el Staphylococcus aureus y otras especies de estreptococos, bacterias anaerobias y, con menos frecuencia, bacterias gram negativas.
Los episodios agudos de sinusitis también pueden ser el resultado de infecciones por hongos. Estas infecciones son más frecuentes en pacientes con diabetes u otras deficiencias inmunitarias, como los pacientes con sida o que estén recibiendo fármacos antirrechazo de trasplantes y puede ser potencialmente mortal. En la diabetes mellitus tipo I, la cetoacidosis conlleva a una sinusitis por mucormicosis.
La irritación química también puede causar una sinusitis o por el humo de cigarrillos. Ocasionalmente, especialmente entre la segunda y tercera década de la vida, puede ser causada por una infección dental.
Las causas de la rinosinusitis crónica aún permanecen desconocidas y pueden incluir alergias, factores ambientales tales como el polvo o la contaminación, infección bacteriana u hongos (alérgica, infecciosa o reactivos). Los factores no alérgicos, tales como la rinitis vasomotora también pueden causar sinusitis crónica. Los senos paranasales anormalmente estrechos, pueden impedir el drenaje de las cavidades de seno, por lo que también podrían ser un factor desencadenante, así como la fibrosis quística.
En la sinusitis crónica, se observa una combinación de bacterias anaerobias y aeróbicas, incluyendo Staphylococcus aureus y Staphylococci coagulasa negativo. Normalmente los antibióticos ofrecen sólo un beneficio temporal, aunque se han propuesto mecanismos en los que se incluyen una hiperreactividad a las bacterias en la sinusitis con pólipos.

#### Laringotraqueobronquitis
El Crup (o laringotraqueobronquitis) es una enfermedad respiratoria que se desencadena usualmente por una infección viral aguda de las vías respiratorias superiores. La infección produce inflamación en la garganta, lo cual interfiere con la respiración normal y produce los clásicos síntomas de tos "perruna", estridor y disfonía. Puede producir síntomas leves, moderados o severos, los cuales empeoran frecuentemente durante la noche. Se trata usualmente con una dosis única de esteroides orales; en casos más severos se utiliza ocasionalmente epinefrina. Raramente requiere hospitalización.
El crup se diagnostica clínicamente, una vez excluida la posibilidad de otras causas más graves (por ejemplo epiglotitis o la presencia de un cuerpo extraño en las vías respiratorias). Normalmente no es necesario realizar otros estudios tales como análisis de sangre, radiografías y cultivos. Se trata de una condición relativamente común que afecta en algún momento al 15 % de los niños, principalmente entre los 6 meses y 5-6 años de edad. Casi nunca se presenta en adolescentes y adultos. El crup fue en un momento causado principalmente por la difteria, actualmente dicha causa sólo tiene una importancia histórica debido al éxito de la vacunación y a las mejoras de higiene y calidad de vida de la población.

### Enfermedades gastroentéricas causadas por virus
Las gastroenteritis infecciosas agudas son la causa más frecuente de morbilidad y mortalidad en niños menores de cinco años en los países en desarrollo, con alrededor de mil millones de episodios diarreicos y entre cuatro y cinco millones de muertes por año. Las gastroenteritis infecciosas son producidas principalmente por virus, entre los que se encuentran rotavirus, Norwalk, calicivirus, adenovirus y astrovirus.

### Enfermedades exantemáticas causadas por virus
Las enfermedades exantemáticas son más comunes en la infancia y por lo general, son causadas por una infección sistémica y se asocian frecuentemente con fiebre. El mismo proceso patológico que produce la erupción en la piel puede involucrar otras partes del cuerpo como los pulmones, hígado y bazo. La parotiditis no es una enfermedad exantemática. Sin embargo, el virus de parotiditis es de la familia Paramixoviridae, a la cual pertenece el virus de sarampión.

## Otras aplicaciones
Otras aplicaciones modernas de ciertos virus modificados gracias a la ingeniería genética, son la nanotecnologíay la ciencia de materiales. Así mismo, ciertos virus han sido utilizados en la neurociencia y en la elaboración de mapas neuronales (http://www.encuentros.uma.es/encuentros36/circuitos.html Archivado el 10 de septiembre de 2017 en Wayback Machine.).